# Louis-Ferdinand Céline
Louis-Ferdinand Céline (født Louis-Ferdinand Destouches den 27. maj 1894 i Courbevoie, død 1. juli 1961 i Meudon) var en fransk læge og forfatter, der er mest kendt for romanerne Rejse til nattens ende (Voyage au bout de la nuit) og Død på kredit (Mort à crédit).
Célines fortællinger er kendetegnet af en opbrudt form og med et usminket og realistisk hverdagssprog. Denne stil og de medrivende fortællinger gjorde ham til en af det 20. århundredes største og mest indflydelsesrige litterære skikkelser.

## Opvækst og liv
Céline blev født ind i en småborgerlig familie i udkanten af Paris, deltog i 1. verdenskrig, blev derefter uddannet til læge og rejste i Afrika og Amerika. Tilbage i Frankrig indledte han sin litterære karriere med publikationen af Rejse til nattens ende, som gav ham momentan berømmelse i litterære kredse. Céline blev dog også kendt for at forfatte antisemitiske pamfletter og agitere for en alliance mellem Frankrig og Nazityskland under 2. verdenskrig. Efter De Allierede landgang i Normandiet 1944 flygtede Céline til Danmark.
Efter krigen krævede den franske regering ham udleveret til retsforfølgelse for landsforræderi, et forhold der kunne medføre dødsstraf. De danske myndigheder reagerede ved at varetægtsfængsle Céline i Vestre Fængsel, i mens den franske udleveringsbegæring blev behandlet. Céline sad fængslet i over et år i Danmark uden dom . Céline opholdt sig i Danmark mellem 1945 og 1951, fra maj 1948 til juli 1951 i Korsør. Céline vendte derefter tilbage til Frankrig, hvor han døde i 1961.

## Forfatterskab og eftermæle
Der kan trækkes tråde fra Rejse til nattens ende og Død på kredit til skrivningen af misdannelsesromaner som Jack
 Kerouacs Vejene (On the Road) og Salingers Forbandede ungdom (The Catcher in the Rye) og på forfatterskaberne til William S. Burroughs, Günter Grass, Joseph Heller, Jean-Paul Sartre og Kurt Vonnegut. Charles Bukowski erklærede Céline for "den største forfatter i 2.000 år".

### Videnskabelige arbejder
- La Vie et l'œuvre de Philippe Ignace Semmelweis, doktordisputats (1924)
- La Quinine en thérapeutique (1925)

### Skønlitterær produktion
- Rejse til nattens ende (Voyage au bout de la nuit) (1932)
- L'Église (1933)
- Hommage à Émile Zola (1933)
- Død på kredit (Mort à crédit) (1936)
- Mea culpa (1936)
- Guignol's band (1944)
- Casse-pipe (1949)
- Féerie pour une autre fois (1952)
- Normance (1954)
- Entretiens avec le Professeur Y (1955)
- D'un château l'autre (1957)
- Nord (Nord) (1960)

#### Publiceret posthumt
- Le Pont de Londres − Guignol's band II (1964)
- Rigodon (1969)

### Pamfletter
- Mea Culpa (1936)
- Bagatelles pour un massacre (1937)
- L'École des cadavres (1938)
- Les Beaux Draps (1941)

### Andre skrifter
- Breve fra Vestre Fængsel (2017) ISBN 9788793108530